# Ecclesia media
Een ecclesia media of halve kerk was in de middeleeuwen een dochterkerk, dat wil zeggen een parochiekerk die was afgescheiden van een oorspronkelijke parochiekerk (ecclesia integra) en die de helft van de cijns (belastingen) afdroeg.
De welvarendste kerk, de ecclesia integra, betaalde het meest.